# Thiokol

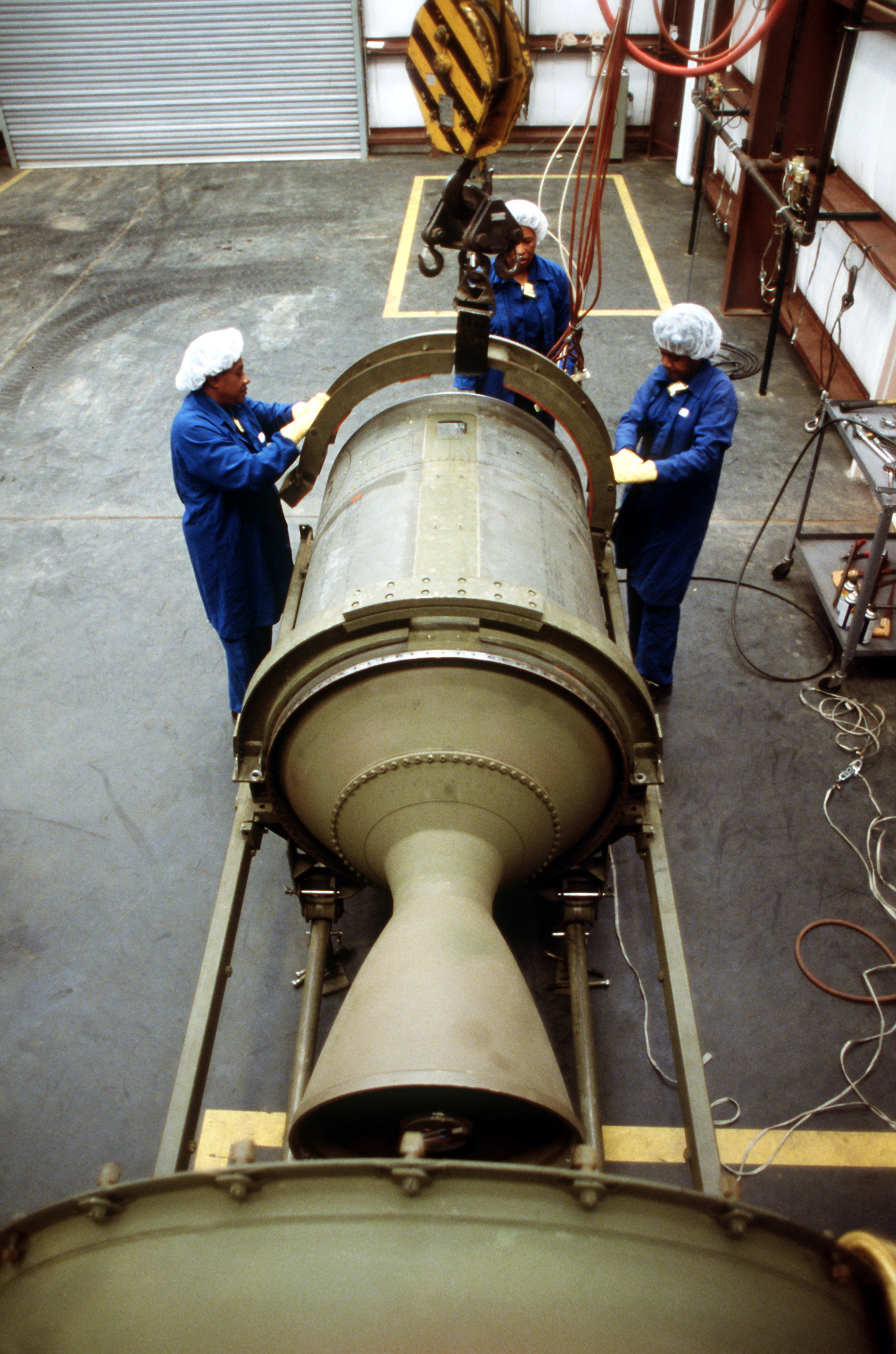
Pershing-1a-Feststoffraketentriebwerk von Thiokol

Thiokol war ein amerikanisches Unternehmen, das zuerst hauptsächlich synthetisches Gummi und verwandte Chemikalien herstellte, heute jedoch für Raketentriebwerke bekannt ist. Die Firma wurde 1929 oder 1930 gegründet und ab 1982 mehrfach umbenannt: zunächst in Morton Thiokol, dann in Cordant Technologies, dann in Alcoa Industrial Components. 2001 wurde Alcoa Industrial Components von Alliant Techsystems übernommen und zunächst in ATK-Thiokol, dann in ATK Launch Systems Group und dann in Orbital ATK umbenannt. Heute ist Orbital ATK Teil von Northrop Grumman.

## Geschichte
Thiokol wurde 1929 oder 1930 von dem Investor Bevis Longstreth sowie den Chemikern J.C. Patrick und Nathan Mnookin gegründet. Patrick und Mnookin hatten 1925 versehentlich ein synthetisches Gummi entwickelt, wobei sie eigentlich auf der Suche nach einem Frostschutzmittel waren. Aufgrund seiner stinkenden und unlöslichen Beschaffenheit nannten sie das Material „Thiokol“, nach den griechischen Wörtern für Schwefel und Leim. Der erste Versuch, das Produkt zu vermarkten, war eine Zusammenarbeit mit Standard Oil of Indiana, die jedoch nicht erfolgreich wurde. Also entschieden sich die Chemiker, eine eigene Firma zu gründen. Dies gelang 1930 mit der Hilfe von Bevis Longstreth, der daraufhin der erste Direktor der neuen Firma wurde.
Thiokol war während des Zweiten Weltkriegs ein wichtiger Produzent für Dichtungen aus synthetischem Gummi. Ab den 1950er Jahren wurden Feststoff-Raketentreibstoffe zum Hauptgeschäft von Thiokol. 1958 fusionierte Thiokol mit der Firma Reaction Motors, einem Hersteller von Flüssigkeitsraketentriebwerken. Thiokol wurde 1982 vom Salz- und Chemiekonzern Morton International übernommen. In der Zeit bis 1989 existierte das gemeinsame Unternehmen als Morton Thiokol. 1989 wurde Thiokol wieder unabhängig von Morton.
In den folgenden Jahren übernahm Thiokol die Firmen Huck Fasteners (1991) und Howmet Castings (1995). Im Mai 1998 wurde Thikol in Cordant Technologies umbenannt. Das Unternehmen Alcoa übernahm Cordant Technologies im Mai 2000 und bildete die Alcoa Industrial Components (AIC) Group. 2001 übernahm Alliant Techsystems (ATK) die AIC Group und bildete daraufhin die Firma ATK-Thiokol, die dann 2006 in ATK Launch Systems Group umbenannt wurde. ATK Launch Systems Group fusionierte 2015 mit Orbital Sciences und bildete die Firma Orbital ATK. 2018 übernahm Northrop Grumman die Firma Orbital ATK. Innerhalb von Northrop Grumman bildete Orbital ATK zunächst die Abteilung Northrop Grumman Innovation Systems (NGIS). Zum 1. Januar 2020 wurde NGIS in die vier folgenden Geschäftsbereiche von Northrop Grumman aufgespalten: Aeronautics Systems, Defense Systems, Mission Systems, Space Systems.

## Produkte
Thiokol hatte den größten Anteil der Herstellung von Feststoff-Raketentriebwerken in den USA. Die Firma war in fast allen Bereichen der militärischen und zivilen Luft- und Raumfahrt tätig. Zu den Waffensystemen mit Thiokol-Triebwerken gehören – unter anderen – die Raketen Minuteman, Nike, Bullpup, Hellfire, Trident, Subroc, Sidewinder, Bomarc, Genie, SAM-D (Patriot) und Spartan. Bekannte zivile Produkte von Morton Thiokol waren die großen Space-Shuttle-Feststoffraketen.
Neben Skiliften produzierte Thiokol eine Reihe von Geräten für Wintersportgebiete und Pistenpräparierung, darunter Pistenraupen. Diese Geschäfte wurden 1978 ausgegliedert. John DeLorean kaufte 1979 die Pistenraupen-Fabrik von Thiokol und benannte sie zunächst in DMC/Thiokol um, dann in Logan Manufacturing. Thiokol war Vorreiter bei den Raketenmotoren, die in Schleudersitzen verwendet werden. Das Unternehmen produzierte auch eine Reihe der frühesten Airbag-Systeme und entwickelte hierfür Gasgeneratoren, die zum Aufblasen der Airbags verwendet wurden. Gasgeneratoren von Thiokol würden in ca. 60 % der weltweit verkauften Airbags verbaut. Nach der Aufspaltung von Morton Thiokol 1989 übernahm Morton die Airbag-Sparte des gemeinsamen Unternehmens.